# Dominicus Gerbrandus Jelgersma

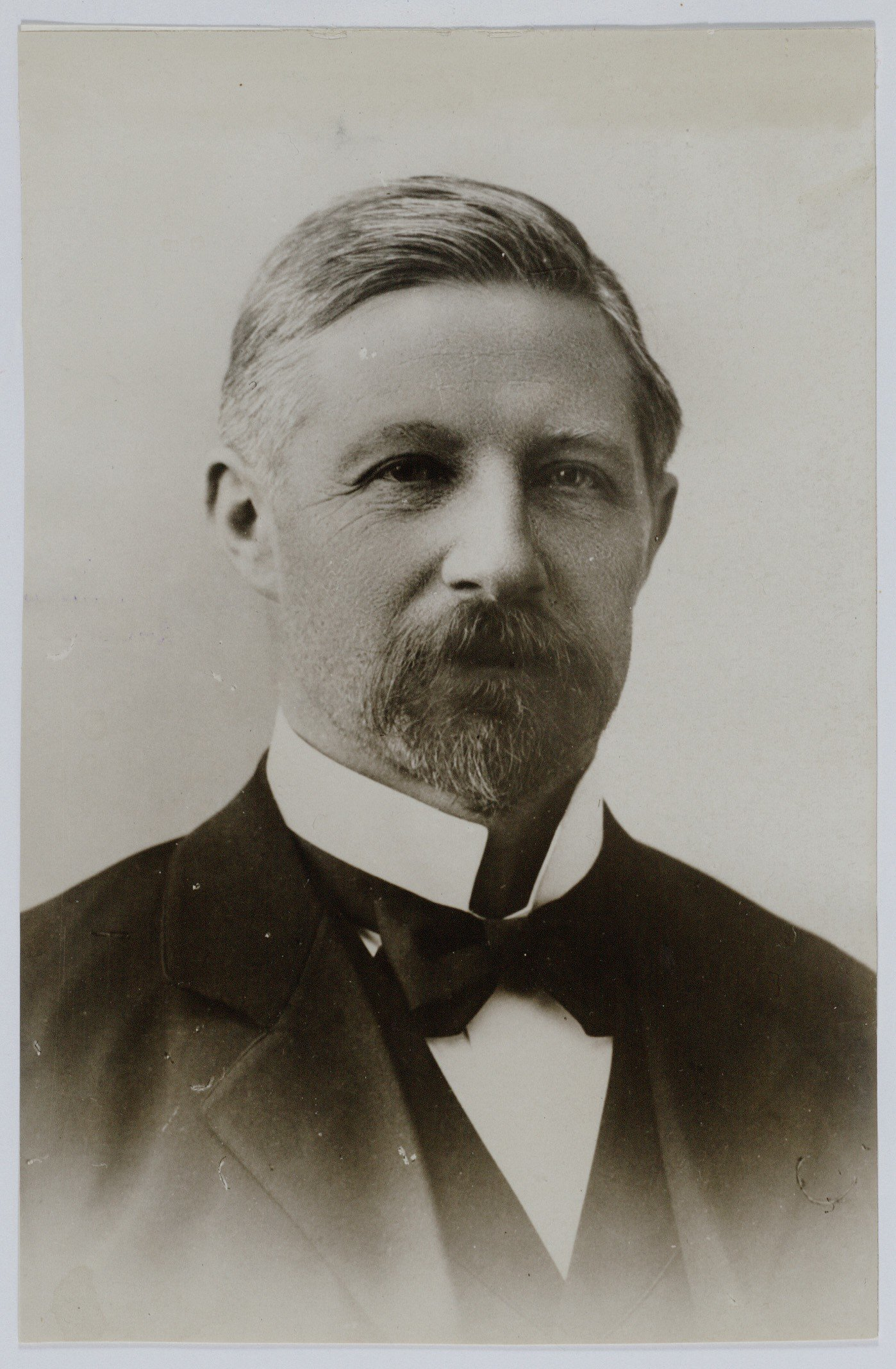
Dominicus Gerbrandus Jelgersma

Dominicus Gerbrandus Jelgersma (Doeveren, 24 januari 1856 – Rosmalen, 26 december 1930) was een Nederlandse letterkundige en filosoof, en als privaatdocent de eerste die aan de Gemeente Universiteit te Amsterdam onderwijs gaf in de zielkunde, oftewel de psychologie. Zijn werk wordt regelmatig verward met dat van zijn jongere broer, hoogleraar psychiatrie te Leiden Gerbrandus Jelgersma.

## Persoonlijk leven
Dominicus Gerardus was de zoon van Bernard Jelgersma, predikant, en Titia Jiskje Jelgersma Faber. Het Friese geslacht Jelgersma had bijna twee eeuwen theologen voortgebracht, maar geen van de vijf kinderen van Bernard en Titia werd predikant.
Op 17 mei 1886 meldde Het Nieuws van den Dag de ondertrouw van Jelgersma met ene Rosalie Visscher, maar hij gaf een dag later aan dat het om bedrog ging. Hij trouwde op 5 augustus 1897 te Bennekom (Ede) met Catharina Maria Dros (1865-1949). Ze kregen twee dochters, Catharina Maria (1898-1956) en Adriana (1900-1993). Het huwelijk is in 1923 ontbonden.
Jelgersma leed aan een toenemende doofheid, waardoor hij in 1910 zijn functie als leraar zou opgeven. In 1921 viel hij, mogelijk getroffen door een beroerte, bij Bussum van zijn motorfiets, waarbij hij ernstig letsel opliep. Hij werd lange tijd in een inrichting bij Haarlem verpleegd, en zou zich "vermoedelijk niet meer aan de beoefening van de wetenschap kunnen wijden", aldus de N.R.C. Inderdaad verdwijnt zijn naam tot aan zijn dood volledig uit de publieke berichten. Jelgersma werd op 29 december 1930 begraven op de begraafplaats Orthen in 's Hertogenbosch.

## Professioneel leven
Na een vooropleiding onder meer aan de Fransche school te Den Helder, waarbij hij in Alkmaar samen met Petrus Johannes Blok op kamers woonde, studeerde Jelgersma aan de Rijksuniversiteit te Leiden. Op 23 oktober 1879 verdedigde hij met succes zijn dissertatie De fide et auctoritate Dionis Cassii Coccejani (Over geloof en gezag bij Cassius Dio), waarmee hij was bevorderd tot doctor in de klassieke letterkunde. Jelgersma werd leraar oude talen aan de gymnasia in Middelburg (1880-1881) en Dordrecht (1881-1883) en ten slotte in Amsterdam (1883-1910), waar hij ook enige tijd conrector was.

### Letterkunde
In 1884 werd Jelgersma lid van het letterkundig genootschap Flanor, een trefpunt van de Tachtigers. Sinds april 1886 was hij medewerker aan De Nieuwe Gids, het tijdschrift dat na de verschijning van het eerste nummer in oktober 1885 Flanor langzaam overbodig had gemaakt. Jelgersma publiceerde in De Nieuwe Gids regelmatig artikelen over wijsbegeerte en politiek, maar hij stapte over naar het Tweemaandelijksch Tijdschrift, dat in 1894 door Lodewijk van Deyssel en Albert Verwey was gestart. Van 1898 tot 1915 schreef hij bijna uitsluitend voor De Gids.
In 1896 werd Jelgersma benoemd tot lid van de Maatschappij der Nederlandse Letterkunde.

### Privaatdocent
In 1896 werd Jelgersma aan de Amsterdamse Gemeente Universiteit benoemd tot privaatdocent in de zielkunde. Het betrof een deeltijdaanstelling, het docentschap in de oude talen bleef zijn hoofdberoep; zo gaf hij in het eerste jaar als privaatdocent een uur per week 'enkele hoofdstukken uit de psychologie', met 10 toehoorders. De wetenschap van de psychologie was in die jaren nog nieuw: pas in 1892 werd de experimentele psychologie in Nederland geïntroduceerd met de oprichting, door Gerard Heymans, van het Psychologisch Laboratorium in Groningen. Het zou nog tot 1932 duren voordat Amsterdam, met de benoeming van Géza Révész tot buitengewoon hoogleraar, een zelfstandige leerstoel psychologie kreeg. Wel besteedde Tj. de Boer sinds zijn aanstelling, in 1906, als hoogleraar wijsbegeerte lessen aan de 'speciale psychologie'. Voor die leerstoel was ook Jelgersma tweemaal voorgedragen: eerst in 1901, na het overlijden van Bellaar Spruyt en opnieuw in 1906 bij het op jonge leeftijd heengaan van diens opvolger Van Melle, die 'wijsbegeerte en zielkunde' had gedoceerd. In Leiden werd Jelgersma in 1907 benoemd tot privaatdocent in de geschiedenis der nieuwere wijsbegeerte.
Jelgersma was, evenals o.m. Leo Polak en Nicolaas Westendorp Boerma, redacteur van het Tijdschrift voor zedekunde, dat verscheen van 1919 tot 1921.

### Maatschappelijke activiteiten
Jelgersma was in 1906 in Den Haag aanwezig bij de oprichting van de Vereeniging voor Wijsbegeerte. Op 13 december van dat jaar hield hij als eerste voor de Vereeniging een lezing, over 'Kant als schrijver en denker'.
In 1908 was Jelgersma betrokken bij de oprichting van de afdeling Amsterdam van de Bond van Vrije Liberalen. Tijdens de oorlogsjaren verschenen van zijn hand in De Telegraaf enkele langere politieke beschouwingen, zoals de feuilletons 'Een gevaarlijk leidsman' (1917) en 'De legende van de "Duitsche" wetenschap' (1917), en ''n Rechts ministerie?' (1918). De Gids publiceerde in 1915 zijn artikel 'De houding van Engeland bij het uitbreken van den wereldoorlog'.